# Commune rurale de Jyväskylä
La commune rurale de Jyväskylä (finnois : Jyväskylän maalaiskunta) est une ancienne commune rurale du centre-ouest de la Finlande, dans la région de Finlande-Centrale, qui fait partie depuis le 1er janvier 2009 de la ville de Jyväskylä.

## Histoire
La commune fut distraite de Laukaa en 1868. Cette scission s'inscrivait alors dans le mouvement qui consistait à créer autour des villes, de superficie limitées, des communes rurales pouvant absorber une partie de leurs excédents de population. Au maximum, la Finlande a compté 33 communes rurales. La commune de Jyväskylän maalaiskunta était jusqu'au 31 décembre 2008 la dernière de ces communes subsistant en Finlande, avant de fusionner avec Jyväskylä et Korpilahti, le 1er janvier 2009. La commune avait déjà antérieurement perdu du territoire à plusieurs reprises, avec la séparation de Toivakka en 1910, puis deux cessions de territoire à Jyväskylä en 1941 et 1965, mais n'avait jamais cessé d'accroître sa population. Un rattachement de Toivakka à Jyväskylä est probable à court terme, si bien que l'ancienne commune retrouverait a posteriori une partie de son territoire perdu, mais au sein d'une autre entité communale.

## Géographie
La commune d'une superficie de 534,34 km2entourait presque en totalité la ville de Jyväskylä. Au sud, elle comprenait l'extrémité nord du lac Päijänne. On y trouvait de nombreux autres lacs qui couvrent 15 % de la superficie totale, le plus important étant le Leppävesi.
Le tissu urbain était très décousu, et s'articulait autour de trois agglomérations importantes, sans un vrai centre identifié (la mairie se trouvant même située en plein cœur de la ville de Jyväskylä) : Vaajakoski, 14 000 habitants, Palokka, 11 000 habitants, et Tikkakoski 5 000, à quoi s'ajoutaient 7 autres petits regroupements de population identifiables.

## Personnalités
C'est la commune de naissance du pilote de rallye Tommi Mäkinen de Pekka Jormakka et de Marko Palo.

## Notyes et références
1. 1 2  (fi) « Suomen pinta-ala kunnittain », Maanmittauslaitos, 1.1.2008 1.1.2008 (consulté le 7 juillet 2019)